# Pfarrkirche Stranzendorf

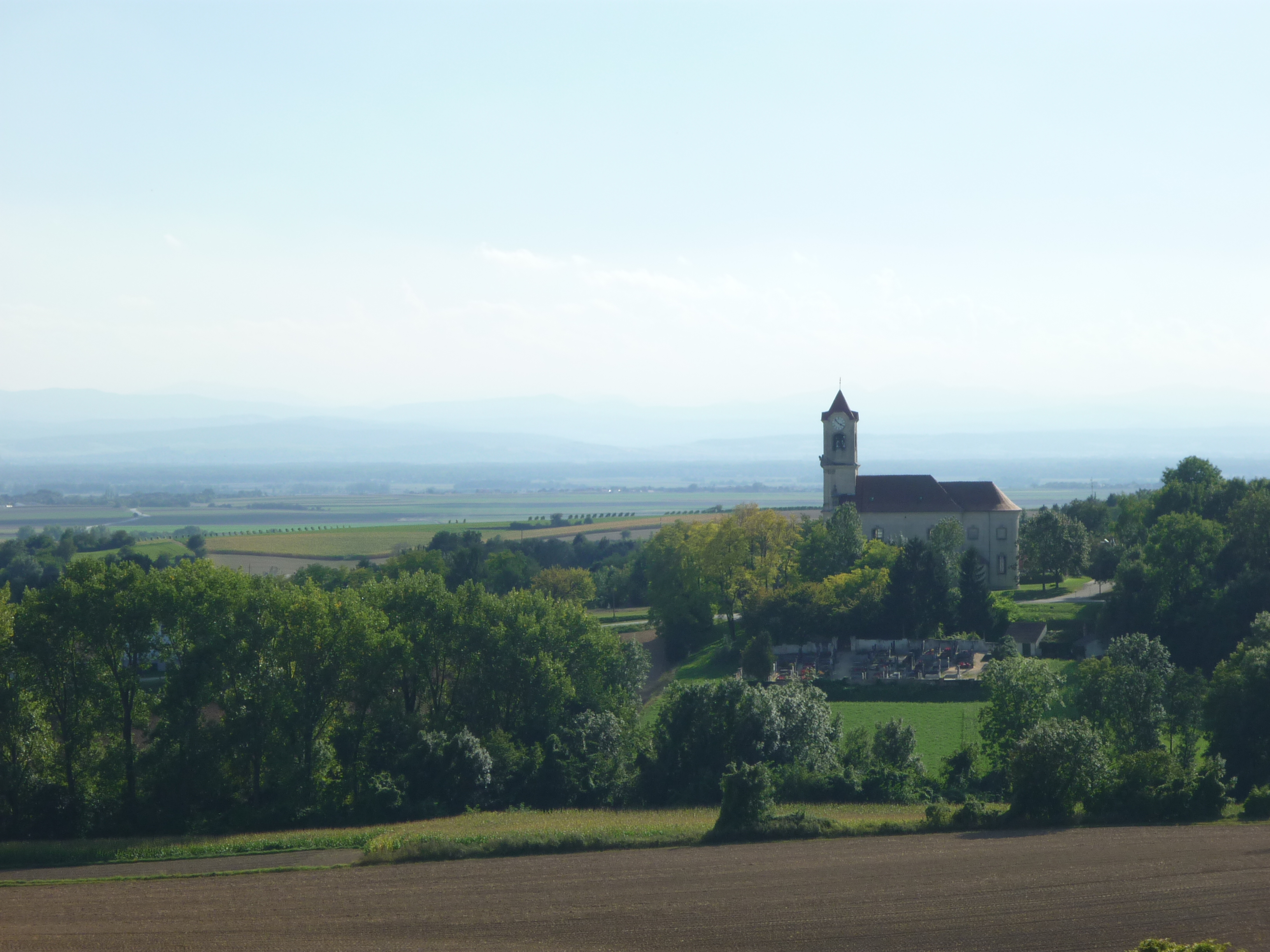
Katholische Pfarrkirche Hll. Peter und Paul in Stranzendorf

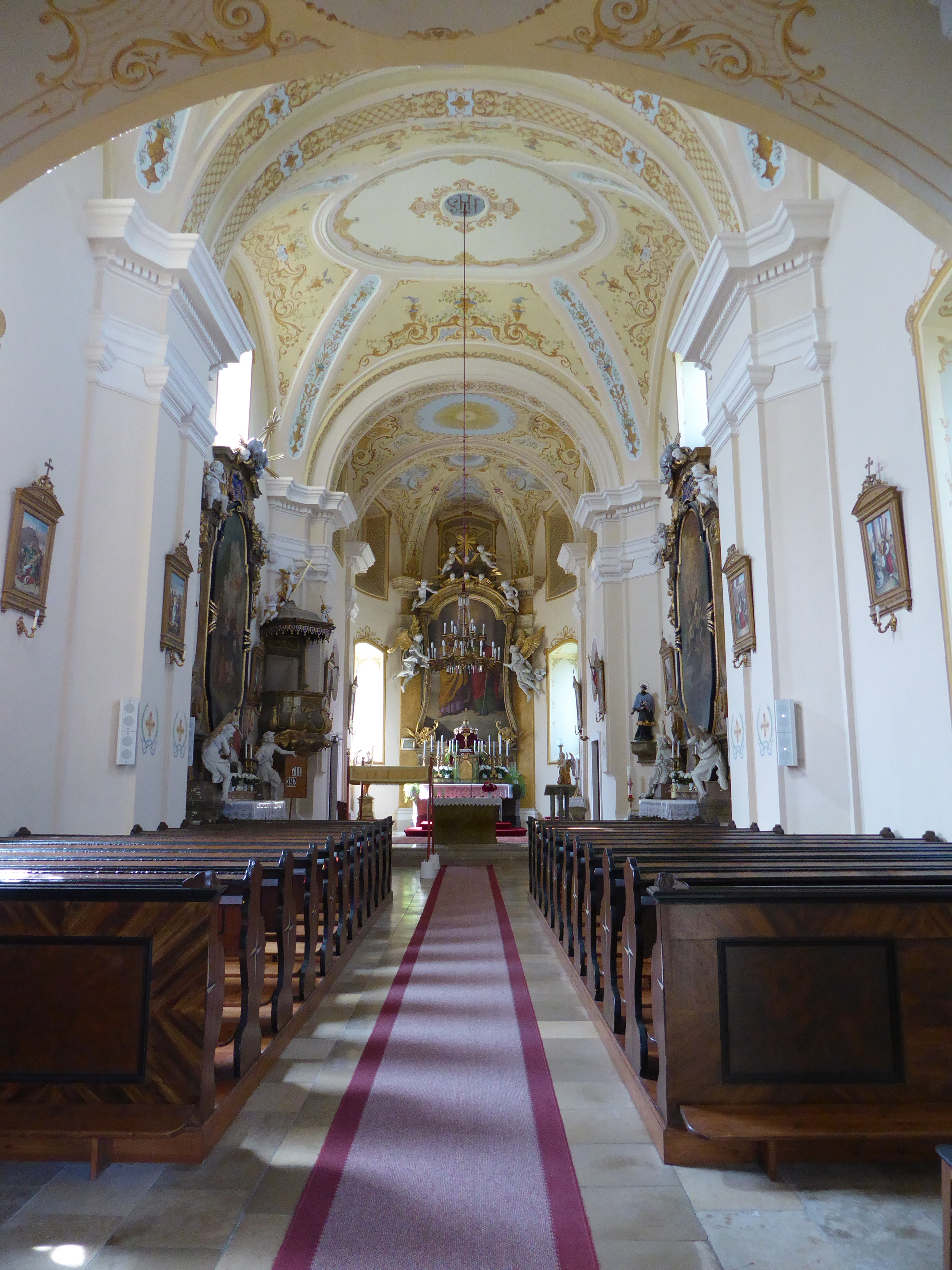
Langhaus, Blick zum Chor

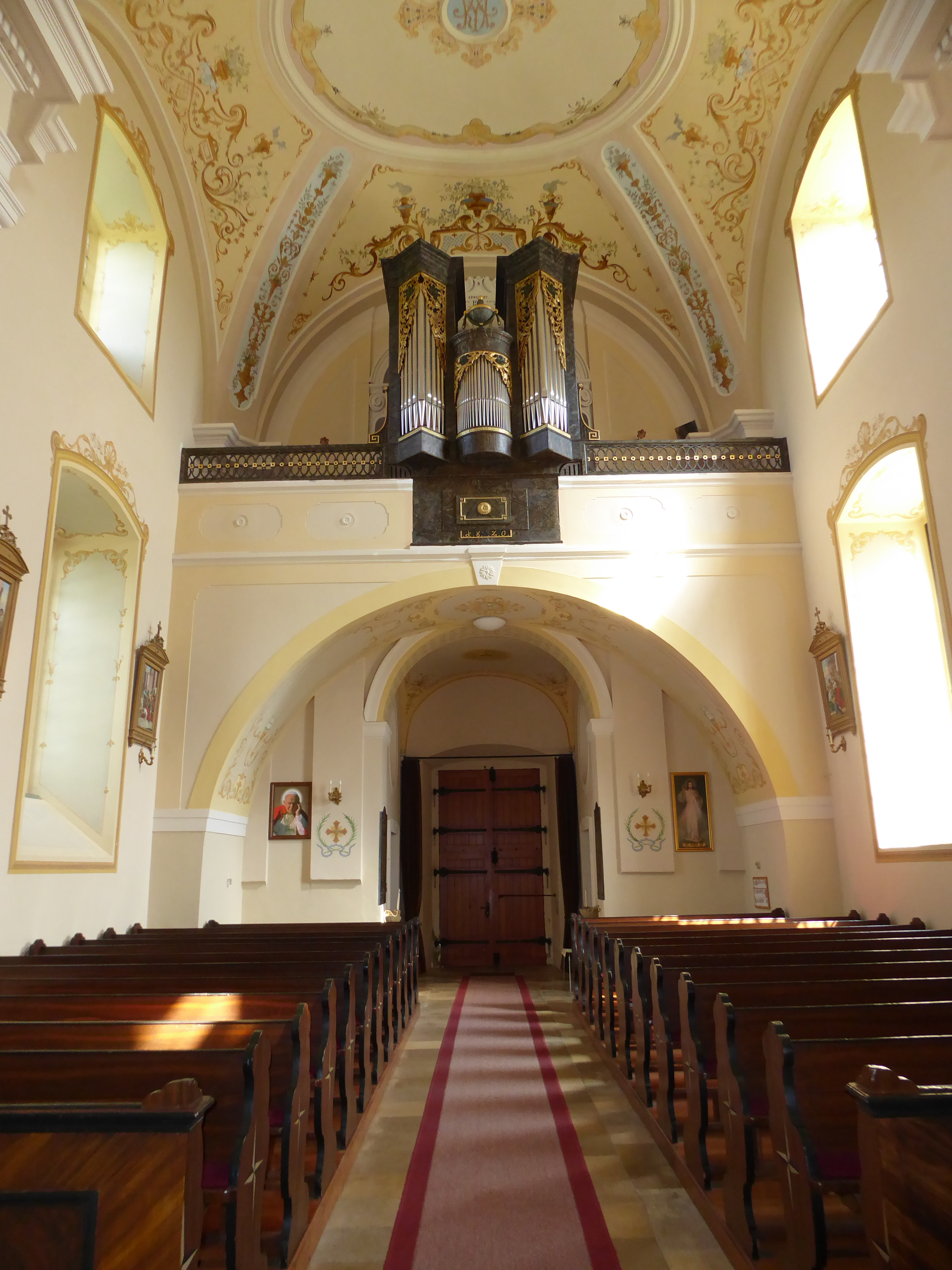
Langhaus, Blick zur Empore

Die römisch-katholische Pfarrkirche Stranzendorf steht erhöht auf einer Geländestufe im Westen der Ortschaft Stranzendorf in der Gemeinde Rußbach im Bezirk Korneuburg in Niederösterreich. Die dem Patrozinium der Heiligen Peter und Paul unterstellte Pfarrkirche gehört zum Dekanat Großweikersdorf im Vikariat Unter dem Manhartsberg der Erzdiözese Wien. Die Kirche steht unter Denkmalschutz (Listeneintrag).

## Geschichte
Die Pfarre wurde 1711 gegründet.
Der Neubau nach einem Entwurf von Johann Lucas von Hildebrandt wurde 1733 geweiht. Er gehört zur Gruppe der erneuerten Schönbornschen Patronatskirchen. 1901 war eine Renovierung.

## Architektur
Die genordete spätbarocke Saalkirche hat einen Fassadenturm.
Das Kirchenäußere zeigt einen zweijochigen Saalbau mit einem leicht eingezogenen halbkreisförmig geschlossenen Chor mit seitlichen Anbauten. Die Südfront hat einen vorgezogenen Mittelturm, der durch konkave Seitenachsen und vasenbekrönte Volutenanschwünge mit dem Schiff verbunden ist. Das Rechteckportal mit einem volutengestützten Sturz nennt 1733. Darüber befindet sich ein geschwungenes Mittelfenster, das zweite Turmgeschoß mit Pilastern und ovalem Blendfenster ist mit einem Dreieckgiebel mit der Wappenkartusche Schönborn bekrönt. Das dritte Turmgeschoß hat flachbogige Schallfenster, Uhrengiebel und einen späteren Pyramidenhelm.

## Ausstattung
Die Altäre aus Stuckmarmor entstanden in der Bauzeit nach Entwürfen von Johann Lucas von Hildebrandt. Das Hochaltarbild mit den beiden Apostelfürsten malte Johann Rauzi 1842. Auf den beiden Seitenaltären sind die Darstellung im Tempel und die Verherrlichung des Hl. Franz  Xaver dargestellt. 
Die Orgel mit einem dreiteiligen gestaffelten Prospekt baute Johann Gratz 1820 und wurde 2016 durch Ferdinand Salomon restauriert. Eine Glocke nennt 1575.